# 大草山站

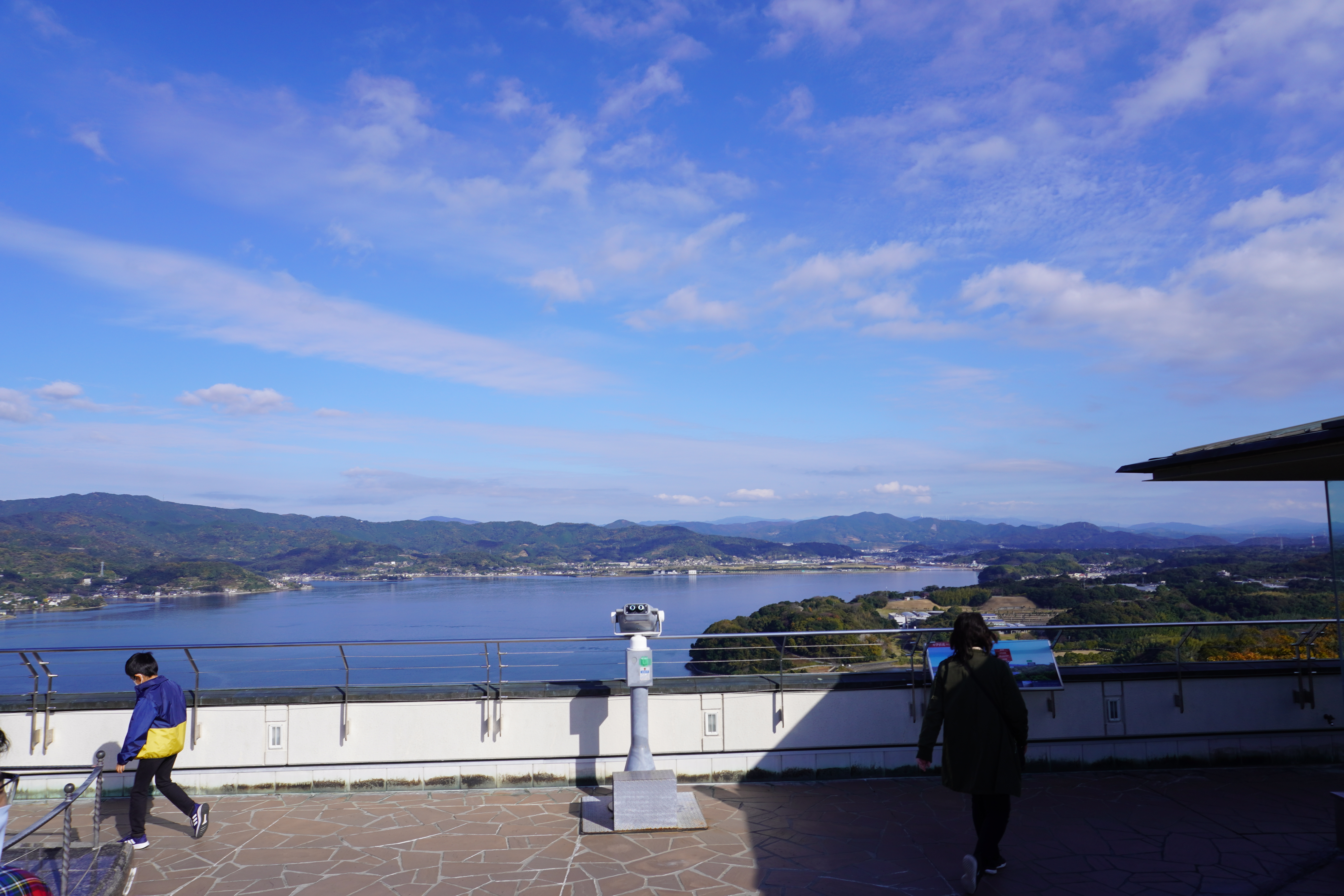
大草山觀景台

大草山站（日语：／ Ōkusayama eki */?）是位於靜岡縣濱松市中央區館山寺町，遠鐵觀光開發的館山寺索道車站。此站被選為第3回中部車站百選。
車站鄰接濱名湖八音盒博物館，此索道可方便前往濱名湖PalPal

## 歷史
- 1960年（昭和35年）12月 - 車站啟用。
- 1999年（平成11年）
  - 1月10日 - 隨著索道進行翻新而暫停營業。
  - 4月24日 - 翻新完成，索道重開。

## 車站構造
車站直接連接濱名湖八音盒博物館，車站與博物館之間設有室內通道。在博物館屋頂設有不用入場票的「大草山觀景台」。

## 車站周邊
- 濱名湖八音盒博物館（日语：浜名湖オルゴールミュージアム）
- 湖上百景濱名湖館山寺莊（日语：浜名湖かんざんじ荘）
- 國民宿舍（日语：国民宿舎）紅竹
- 大草莊

## 巴士路線
從前車站鄰近遠州鐵道巴士國民宿舍巴士站。隨著國民宿舎濱名湖館山寺莊轉讓至遠鐵之際，索道替代了巴士路線而取消。
花朵號
「大草山展望台·八音盒博物館」巴士站

## 相鄰車站
遠鐵觀光開發
館山寺索道
館山寺－大草山

## 注腳
1. ↑  . www.hamanako-orgel.jp.   [2020-04-09]. （原始内容存档于2021-10-20） （日语）.